# Galleria Buzău
Galleria Buzău, cunoscut ca „Galleria Mall”, este un centru comercial în orașul Buzău, deschis la data de 26 septembrie 2008, cu o suprafață închiriabilă de aproximativ 14.000 mp, dispusă pe doua niveluri. Se află vis-a-vis de centrul comercial Shopping City Buzău, dezvoltat de Cometex, divizia de real estate a grupului Altex.
A fost dezvoltat de companiile Globe Trade Centre și Aura Europe.
În luna aprilie a anului 2016, Galleria Mall din Buzău a trecut printr-un rebrand semnificativ, marcând o nouă etapă în evoluția sa. Noul concept vizual a fost conceput pentru a aduce un aer proaspăt și mai multă claritate identității centrului comercial.
Unul dintre cele mai vizibile elemente ale rebrandingului a fost noua siglă. Aceasta include un icon modern, reprezentând o locație stilizată în culori vibrante, simbolizând diversitatea și dinamismul centrului. Sub acest simbol se regăsește noul nume: „Galleria Mall” – o schimbare subtilă, dar importantă. Adăugarea cuvântului „Mall” a avut scopul de a consolida imaginea complexului ca spațiu dedicat cumpărăturilor, distracției și relaxării.
La 3 aprilie 2025, s-a deschis magazinul numit Senic Gross&Market, al 12-lea magazin din România! Este situat la parter, în partea stângă la intrare pentru cei care vor să caute mai aproape magazinul.